# Fornir

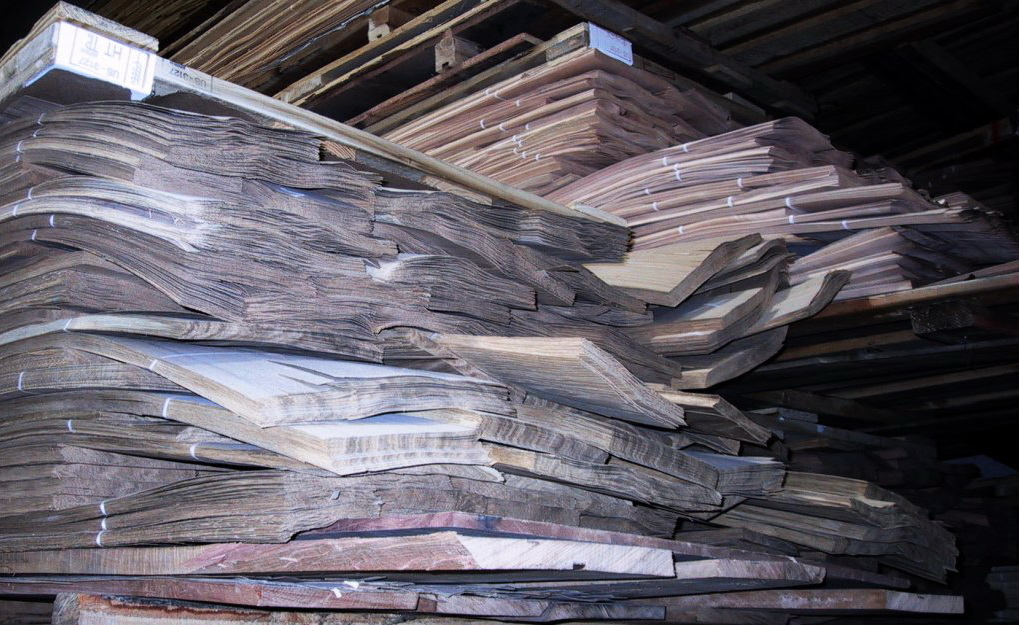
Stos forniru przed obróbką

Fornir (z niem.) – cienkie płaty drewna uzyskiwane przez skrawanie płaskie (styczne – w kierunku prostopadłym do włókien) lub obwodowe (łuszczenie). Płaty te mają grubość od 0,1 do 5,0 mm. Forniry dzielą się ze względu na zastosowanie na okleiny i obłogi. Fornir w zależności od efektowności rysunku (od gatunku drzewa) może być przeznaczony na sklejkę, okleinę (fornirowanie) lub drewno warstwowe prasowane.
Na fornir przeznacza się drewno okrągłe o dużych średnicach.
Przygotowanie surowca na fornir obejmuje:
- podział dłużyc i kłód na odpowiednią długość,
- uplastycznienie wyrzynków.

Uplastycznienie przeprowadza się przez gotowanie surowca w wodzie lub naparowywanie parą nasyconą. Szybsze uplastycznienie następuje przy parowaniu. Ogólnie przyjmuje się 1,5–2 godziny na każdy centymetr promienia wyrzynka przy parowaniu i 2–3 godziny przy gotowaniu.
Suszenie forniru do wilgotności 15–18% odbywa się za pomocą suszarek rolkowych lub suszarek taśmowych. Fornir przeznaczony na okleiny układa się w paczki z zachowaniem kolejności skrawania poszczególnych arkuszy z wyrzynek.
Wyróżnia się sześć głównych technik łączenia liści forniru, które pozwalają na uzyskanie różnorodnych efektów wizualnych:
- W deskę
- Książkowe
- Mix flader
- Pasiak
- Odwrócone
- MIX

Na książce układa się fornir, przekręcając liść forniru przez jedną z osi tak jak by przewracać strony w książce a ułożenie maszynowe to zdejmowanie kolejnych liści forniru z pociętej już kłody i układanie obok siebie. Poszczególne liście po ułożeniu są zszywane i przyklejane pod prasą do materiału nośnego czyli MDF, płyty wiórowej, sklejki.
Forniry dzieli się na:
- forniry modyfikowane - wykonuje się je z kilku gatunków drewna. Początek procesu to pozyskanie arkuszy podczas procesu skrawania bal drewna. Następnie każdy arkusz z osobna jest koloryzowany. W celu otrzymania pożądanego wzoru najczęściej układa się ręcznie kolejne warstwy drewnianych arkuszy, przekładając je warstwą kleju i żywicy. Następuje teraz proces prasowania a po wyschnięciu kleju kolejny, tym razem poprzeczny proces skrawania. Taki proces daje arkusze drewniane o powtarzalnym wzorze słoi i kolorze, bez sęków i przebarwień
- forniry naturalne - proces technologiczny uzyskania okleiny jest bardzo podobny do uzyskania fornirów modyfikowanych, różnica polega na tym, że wytwarza się je z jednego gatunku drewna.

Zalety forniru:
- Estetyczne wykończenie
- Długowieczność materiału
- Odporność na zarysowania

Wady:
- Wysoka cena
- Podatność na uszkodzenia mechaniczne
- Trudność w utrzymaniu czystości